# Uršula Tolj
Uršula Tolj (Rijeka, 16. ožujka 1973.) voditeljica je i urednica na HRT-u.

## Životopis
U rodnoj Rijeci nakon srednje škole upisala je i završila Filozofski fakultet, smjer Hrvatski jezik i književnost. Već tijekom studija počela je raditi na HRT-u, prvo na Radiju Rijeci, zatim u TV-centru Rijeka. Živi i radi u Zagrebu. 
Od 1996. godine, nakon audicije na HRT-u, radi kao voditeljica i novinarka koja, osim ležernijih, glazbenih i filmskih tema, prati i kulturu, turizam, sport… Na Hrvatskom radiju – HR2 vodi emisije Hrvatskih 20 i Glazbeni megaherz. Od sredine devedesetih pa sve do 2000. uglavnom je radila u Zabavnom programu vodeći i suuređujući glazbene emisije i na televiziji i na radiju. Nakon toga, opseg rada povećao joj se te novinarski i voditeljski, a često i suurednički radi u Informativnom, Obrazovnom, Sportskom te, još uvijek, i u Zabavnom programu (emisije: 3 plus, Vidikon, Život je lijep, HNL, Halo, Zagreb, Dan za danom, Ljeto, ljeto, Ljetna slagalica i brojne druge).
Od ožujka 2009. i službeno je urednica u Zabavnom programu gdje uređuje emisije Ritam tjedna, Ususret Porinu, Ususret Eurosongu… kao i prijenose te snimanja brojnih koncerata.

### Urednički projekti
- Večer na 8. katu
- Nedjeljom lagano
- Zlatna igla (od 2013. do danas)
- Večernjakova ruža (od 2014. do danas)
- Zlata vrijedan, izbog najboljeg OPG-a
- Uz nas niste sami (od 2015. do 2018.)
- Dani hrvatskog turizma (2016. i 2017.)
- Korak u život, 2016.
- Moj HRT
- Koktel-bar
- Oči u oči
- Pljesak, molim – novogodišnji program
- Predstavljanje jesenske sheme (2018. i 2019.)
- RetrOpatijski festival
- Zatvaranje Europskih sveučilišnih igara (2016.)
- Šušur (2015.)
- Kod nas doma (petkom)
- Dora 2019., 2021.
- Eurosong 2021.
- Zvijezde pjevaju (2019., 2020., 2022.)
- Glazbeni megaherz (HR2)

### Voditeljske uloge

#### 1997. - 2000.
- 3plus
- Vidikon
- Ritam
- Pretežno vedro
- Dora 1999.

#### 2000. - 2010.
- Ljeto, ljeto
- Note, notice
- Halo, Zagreb
- Ljetna slagalica
- Dan za danom
- Život uživo sa stilom
- Ritam tjedna

#### 2010. - do danas
- Moj HRT
- Uz nas niste sami
- Koktel-bar
- RetrOpatijski festival
- Kod nas doma (petkom)

## Karijera i interesi izvan televizije
U nekoliko je navrata bila kolumnistica (časopisi Stil, Regina, Extra), copywriter, lektorica, a objavila je i tri knjige (Prvi put mama: prvo i drugo prošireno izdanje, Šaptalica, Uz kavu i čokoladu).Od 2003. godine objavljuje i kao tekstopisac. Njezine uglazbljene stihove pjevali su Maja Šuput, Minea, Davor Radolfi, Renata Sabljak i Igor Delač te sastavi Kas, Patria, Posegana, Vranac i drugi.

### Knjige
- Prvi put mama (2003.)
- Šaptalica (2004.)
- Uz kavu i čokoladu (2009.)

## Vanjske poveznice
- [neaktivna poveznica]
- Mali ženski razgovori
- Intervju